# توی هوئا
توی هوئا (به لاتین: Tuy Hòa) یک سکونتگاه مسکونی در ویتنام است که در استان فو ین واقع شده‌است.

## خصوصیات
توی هوئا ۱۰۷ کیلومترمربع مساحت دارد.